# Moacir Rodrigues Santos
Moacir Rodrigues Santos ook wel kortweg Moacir genoemd (Belo Horizonte, 21 maart 1970 – aldaar, 20 juli 2024) was een Braziliaans voetballer.
Santos overleed op 20 juli 2024 op 54-jarige leeftijd.

## Braziliaans voetbalelftal
Moacir debuteerde in 1990 in het Braziliaans nationaal elftal en speelde 5 interlands.